# James Marsh (químic)
James Marsh (Londres, 2 de setembre de 1794 - Woolwich, 21 de juny de 1846) va ser un químic anglès, famós per l'invent de la prova de Marsh per a detectar arsènic.

## Treball científic
Encara que Marsh va ser més famós per la invenció de la prova que porta el seu nom, també va ser un científic i inventor qualificat que va ocupar la plaça de químic d'artilleria en el Royal Arsenal de Woolwich. Va desenvolupar l'espoleta de temps per a granades de morter i en 1830 el tub de percussió. El 1832, el HMS Castor va ser el primer vaixell que va tenir els seus canons modificats amb aquestes innovacions, que no van ser aprovades per a l'exèrcit fins al 1845, quan va començar la seva fabricació (per a l'artilleria costanera solament). Es van convertir en obsoletes el 1866. Marsh també va treballar com a ajudant de Michael Faraday en la Reial Acadèmia Militar de 1829 a 1846.

## Prova de Marsh
El 1832, Marsh va ser cridat com a químic per la fiscalia en un judici per assassinat, on un tal John Bodle va ser acusat d'haver enverinat al seu avi amb cafè amb arsènic. Marsh va realitzar la prova estàndard mitjançant la mescla d'una mostra sospitosa amb sulfur d'hidrogen i àcid clorhídric. Però tot i que havia pogut detectar l'arsènic dipositat en forma de sulfur d'arsènic groc, quan es va presentar al jurat, la mostra s'havia deteriorat, fet que va permetre al sospitós ser absolt per dubte raonable. Molest per això, Marsh va desenvolupar una prova molt millor. Va combinar un contingut d'arsènic de la mostra amb àcid sulfúric i arsènic de zinc, donant lloc al gas de arsà. El gas es va encendre i es va descompondre en arsènic metàl·lic pur que, quan es passa a una superfície freda, sembla com un dipòsit de plata-negra. La prova erra tan sensible que podia detectar arsènic en tan sols una cinquantena part d'un mil·ligram. Aquesta prova es va descriure per primera vegada en el Diari filosòfic d'Edimburg el 1836.

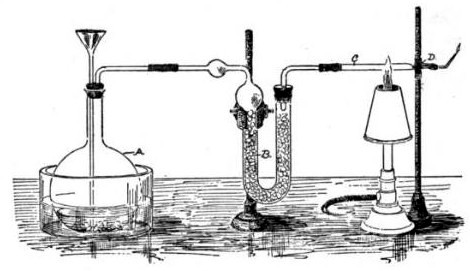
Aparell per a la prova de Marsh